# Nowe Słupno
Nowe Słupno – wieś w Polsce położona w województwie mazowieckim, w powiecie wołomińskim, w gminie Radzymin, w sołectwie Słupno. Nazwa ta pojawiła się około roku 2003 na tablicy postawionej przez GDDKiA i miejscowość nie znajduje się w wykazie miejscowości gminy Radzymin.
W latach 1975–1998 miejscowość należała administracyjnie do województwa warszawskiego.
Wieś znajduje się przy drodze krajowej nr 8 Warszawa-Białystok, pomiędzy Markami i Radzyminem. W okolicy znajdują się liczne złoża gliny – iłów zastoiskowych m.in. w złożu Nowe Słupno I, wykorzystywanym do produkcji głównie cegły w latach 1991–2006.